# Сагунт
Сагунт (Sagunto; Sagunt; Saguntum) е стар град в провинция Валенсия в Източна Испания.
Намира се на 25 км северно от град Валенсия наблизо до Средиземно море. Градът има 66.070 жители (2009 г.).

## История
През 5 век пр.н.е. около Сагунтум са построени крепостни стени от келтиберите. През 219 пр.н.е. градът се съюзява с гръцките колонисти и Рим против Картаген. Градът е стратегически по три причини, както отбелязва Полибий във „Всеобща история“ – богатството му, жителите му – годни да станат войници, и положението му на единствен римски укрепен форпост в близост до Нови Картаген.
През същата година Ханибал, който предходната година е поел командването на иберийската картагенска армия след смъртта на Хасдрубал Красивия (съпруг на сестра му), тръгва на поход срещу Рим. Той преминава река Ебро и обсажда Сагунт. Обсадата продължава цели 8 месеца, а жителите му се уповават на масивните и високи градски стени, както и на помощ от страна на Рим, която обаче не идва. Положението става неудържимо след забавянето на обещаната от Римската република помощ за обсадения от пуните град. Обсадата завършва след 8 месеца с масово самоубийство на жителите на града и противно на очакванията си, Ханибал намира града пуст, частично разрушен и опожарен. Това допълнително разгневява Ханибал, защото е разчитал да попълни запасите и войските си.
Превземането на Сагунт от картагенците става casus belli за Рим през следващата 218 г. пр.н.е., след като Адирата отказва да върне Сагунт на неговите жители по „търговски съображения“. Започва Втората пуническа война, която намира окончателното си решение в битката при Зама 16 години по-късно.